# Nathan Vandepitte
Nathan Vandepitte, né le 30 mars 2000 à Tielt, est un coureur cycliste français.

## Biographie
Né en Belgique, Nathan Vandepitte vit en France depuis l'âge de quatre ans. Il commence le cyclisme en catégorie pupilles au sein de l'Albi Vélo Sport
Non conservé par la formation belge Bingoal-WB à la fin de la saison 2024, il quitte le monde professionnel et s’engage avec un club amateur français.

## Palmarès
- 2018
  - 1re étape du Tour des Portes du Pays d'Othe
  - Tour Causses Aigoual Cévennes
  - Flandres Charentaises Classic Juniors
  - 2e du Tour du Morbihan Juniors
- 2020
  - Grand Prix d'Ouverture de Carlus
- 2021
  - 3e du Circuit Het Nieuwsblad espoirs
- 2022
  - 2e étape du Province Cycling Tour
- 2025
  - Grand Prix de Buxerolles
  - 2e des Boucles de l'Essor
  - 3e du Grand Prix d'Ouverture de Carlus

## Classements mondiaux
| Année                                 | 2021  | 2022  | 2023  | 2024  |
| ------------------------------------- | ----- | ----- | ----- | ----- |
| Classement mondial                    | 1075e | 2885e | 1101e | 1837e |
| UCI Europe Tour                       | 797e  | 1732e | nc    | nc    |
|                                       |       |       |       |       |
| Légende : nc = non classéSource : UCI |       |       |       |       |